# Claderia
Claderia es un género con dos especies de orquídeas de hábitos epífitas. Es originario de Indochina hasta Nueva Guinea.

## Especies
- Claderia papuana Schltr., Repert. Spec. Nov. Regni Veg. Beih. 1: 222 (1911).
- Claderia viridiflora Hook.f., Fl. Brit. India 5: 810 (1890).